# Samuel B. Moore
Samuel B. Moore (1789 - 7 de novembro de 1846) foi um político norte-americano, foi o sexto governador do estado do Alabama.

## Biografia
Nascido em 1789 no Condado de Franklin, no Tennessee, foi membro da câmara estadual do Alabama entre 1823 a 1828, quando assumiu uma vaga do senado estadual, foi presidente do senado estadual até 1831, quando o governador Gabriel Moore (seu irmão) foi eleito para o senado deixando o cargo em 1831, assumiu o cargo em 3 de março de 1831, e deixou em 29 de novembro de 1831.